# Хмель и солод
«Хмель и со́лод» — второй студийный альбом российской певицы Юты, выпущенный компанией «REAL Records» 11 апреля 2002 года. Заглавная композиция альбома, а также песня «Падать» попали в ротацию известных радиостанций. Сам же альбом, по мнению критика Артура Гаспаряна, получился более лёгким и воздушным по звучанию чем дебютная пластинка коллектива «Легко и даже изящно». Гранж в сочетании с поп-направлением зазвучал убедительно и органично. По мнению же Натальи Светлаковой музыка Юты сочетает в себе как женский панк-рок (композиция «Без названия»), так и латино («Падать»), а также фольклор («Далеко») и городской романс («Не было»).

## Видеоклипы
Видеоклип на композицию «Падать…» похож на современную рождественскую сказку. Музыканты во главе с Ютой готовятся совершить ограбление. Однако по пути певице становится дурно, и она узнаёт, что беременна. Девушка решает порвать с преступным прошлым и сбегает от своих «сообщников» прямо из больницы. По признанию самой Юты смысл клипа в перерождении человека под влиянием светлого и будоражащего известия. Съёмки клипа на песню «Хмель и солод» прошли в районе Николиной горы. По сюжету Юта поёт в чистом поле в грозу. Иногда в кадре она появляется с кроликом. Режиссёром этих работ является Александр Солоха, оператор — Марат Адельшин.

## Список композиций
Все тексты и музыка написаны Ютой, если не указано иное
| №                   | Название                                                                    | Длительность |
| ------------------- | --------------------------------------------------------------------------- | ------------ |
| 1.                  | «Хмель и солод»                                                             | 3:45         |
| 2.                  | «Дождь»                                                                     | 2:51         |
| 3.                  | «Одинокое шоссе»                                                            | 3:10         |
| 4.                  | «Падать…»                                                                   | 2:56         |
| 5.                  | «Далеко»                                                                    | 3:16         |
| 6.                  | «Хлопья снега» («Зима в городе», текст — С. Кладо, музыка — Христо Кирилов) | 3:32         |
| 7.                  | «Без названия»                                                              | 3:27         |
| 8.                  | «Циферблат» (текст — С. Кладо)                                              | 3:26         |
| 9.                  | «Не было»                                                                   | 3:48         |
| 10.                 | «По дороге» (посвящается А. С.)                                             | 3:28         |
| 11.                 | «Зима»                                                                      | 2:55         |
| 12.                 | «Хмель и солод» (Arrival radio mix)                                         | 3:59         |
| Общая длительность: | Общая длительность:                                                         | 40:53        |

## Участники записи
- Юта — вокал, акустическая гитара, аранжировка
- Александр Чиненов (дорожки 1, 3-11), Игорь Жирнов (дорожки 6-8, 10, 11), Илья Володин (дорожки 1, 2), Дмитрий Кондратков (дорожка 2) — гитара
- Ринат Насыров (дорожки 1-3, 5), Сергей Никольский (дорожки 4, 6-8, 10, 11) — бас-гитара
- Санджи (дорожки 6-8, 10, 11) — барабаны
- Аркадий Марто (дорожка 11) — клавишные
- Денис Калинский (дорожки 4, 5, 7, 8, 10) — виолончель
- Сергей Овчинников (дорожка 11) — саксофон
- Запись — студия «Полифон» (дорожки 1-3), студия «Марафон» (дорожки 4-11)